# Sonnenkopf
De Sonnenkopf is een 1712 meter hoge berg bij Sonthofen in de Allgäuer Alpen in de Duitse deelstaat Beieren.
De top van de berg is in de zomer een druk bezochte bestemming van wandelaars en in de winter bezoeken talrijke wintersporters de berg. Op de top van de berg bevindt zich een gipfelkreuz (kruis) en een gipfelbuch (gastenboek).